# Carl Carlson
Carlton "Carl" Carlson is een personage uit de animatieserie The Simpsons. Zijn stem werd gedaan door Hank Azaria. Na ophef over het inspreken van zwarte personages door witte acteurs wordt zijn stem vanaf aflevering 689 Ingesproken door Alex Désert.
Samen met Lenny is Carl een van Homers collega’s in de nucleaire centrale van Springfield. Hij is een van de beste vrienden van Homer: ze zitten vaak te drinken in Moe's Tavern. Hij noemt zichzelf vaak een "urban Lenny". Hij heeft gestudeerd aan Springfield A&M University.
Carls is een Afro-Amerikaan en een boeddhist, met een master in kernfysica. Hij is geadopteerd door mensen uit IJsland, wat zijn achternaam (letterlijk: zoon van Carl) verklaart. Carl houdt van bowlen en drinken in Moe's Tavern.

## Oorsprong van het personage
In de eerste paar seizoenen werd Carl maar zelden samen gezien met Lenny, en had niet een consistente stem – soms was hij met Lenny’s stem te horen en vice versa. In de aflevering
Principal Charming, werd Carls naam gespeld als "Karl".

## Persoonlijkheid
Carl is een van de weinige personages in The Simpsons die niet extreem dom of raar is. Hij doet vaak dienst als tegenhanger van zijn vrienden, en heeft een nogal strenge mening over anderen. Dit bleek wel in de aflevering Pygmoelian, waarin hij iedereen in Moe’s bar laat huilen.

## Romantisch leven
Er zijn geruchten dat Lenny en Carl een homoseksuele relatie zouden hebben, maar niemand lijkt zich hier druk om te maken. In 'Scuse Me While I Miss the Sky keken verschillende personages naar de sterren om "hun ziel te zien", en Lenny zag een beeltenis van Carl, en Carl een van zichzelf.
In de aflevering "Little Big Girl" uit seizoen 18 werd onthuld dat Carl en Lenny dezelfde moeder hebben, en dus halfbroers zijn.
Carl is (of was) getrouwd aangezien hij een keer een Super Bowl ring wilde winnen als cadeau voor zijn vrouw.

## Populariteit in de kerncentrale
Mr. Burns lijkt Carl meer te waarderen dan Lenny. Dit bleek wel tijdens een voedselgevecht toen Burns Homer de opdracht gaf pudding naar Lenny te gooien, maar boos werd toen Carl werd geraakt. Over het algemeen lijken mensen Carl meer te waarderen. Hoewel Homer Lenny en Carl soms niet uit elkaar kan houden (hij schreef zelfs een keer op zijn hand "Lenny = wit, Carl = zwart"), lijkt ook hij de voorkeur te geven aan Carl.
Homer Simpson · Marge Simpson · Bart Simpson · Lisa Simpson · Maggie Simpson · Abraham Simpson · Patty en Selma Bouvier · Jacqueline Bouvier · Mona Simpson · Santa's Little Helper · Snowball II · Familie Bouvier
Jasper Beardley · Comic Book Guy · Eddie en Lou · Maude Flanders · Ned Flanders · Professor Frink · Barney Gumble · Julius Hibbert · Lionel Hutz · Eerwaarde Lovejoy · Kapitein Horatio McCallister · Hans Moleman · Bleeding Gums Murphy · Apu Nahasapeemapetilon · Mayor Joe Quimby · Dr. Nick Riviera · Agnes Skinner · Cletus Spuckler · Squeaky Voiced Teen · Disco Stu · Moe Szyslak · Kirk Van Houten · Luann Van Houten · Chief Clancy Wiggum
Gary Chalmers · Rod en Todd Flanders · Jimbo Jones · Kearney · Edna Krabappel · Otto Mann · Nelson Muntz · Martin Prince · Seymour Skinner · Milhouse Van Houten · Ralph Wiggum · Groundskeeper Willie · andere studenten
Montgomery Burns · Carl Carlson · Lenny Leonard · Waylon Smithers
Itchy en Scratchy · Kent Brockman · Krusty de Clown · Troy McClure · Rainier Wolfcastle · Radioactive Man
Snake · Kang & Kodos · Sideshow Bob · Fat Tony
Treehouse of Horror
Bart vs. the World · Bart Simpson's Escape from Camp Deadly · The Simpsons Arcadespel · Bart vs. the Space Mutants · Bart's House of Weirdness ·Bart vs. The Juggernauts · Krusty's Fun House · Bartman Meets Radioactive Man · Bart's Nightmare · The Itchy and Scratchy Game · Virtual Bart · Bart and the Beanstalk · Itchy & Scratchy in Miniature Golf Madness · Cartoon Studio · Virtual Springfield · Night of the Living Treehouse of Horror · Bowling · Wrestling · Road Rage · Skateboarding · Hit & Run · The Simpsons Game · The Simpsons: Tapped Out
The Simpsons · The Simpsons Pinball Party
Strips: Simpsons Comics · Bart Simpson serie · Itchy & Scratchy Comics · Bart Simpson's Treehouse of Horror · Futurama/Simpsons Infinitely Secret Crossover Crisis
Tijdschrift: Simpsons Illustrated
Boeken: Bart Simpson's Guide to Life · Family Album · Library of Wisdom · Complete Guides · Planet Simpson · The Simpsons and Philosophy
Actiefiguurtjes: World of Springfield
The Simpsons Movie
Bankgrap ·
Canyonero · 
D'oh! · 
Duff Beer · 
Schoolbordgrap · 